# Wahnfried
Wahnfried è il nome che Richard Wagner diede alla sua villa a Bayreuth.
Il nome è composto dalle parole tedesche Wahn (illusione, follia) e Fried, (pace, tranquillità) e deriva dalla frase di Richard Wagner che compare sulla facciata della casa: "Hier wo mein Wähnen Frieden fand – Wahnfried – sei dieses Haus von mir benannt." ("Qui, dove le mie illusioni trovano pace - Wahnfried - così chiamo la mia casa.")
Finanziato da re Ludovico II di Baviera la casa venne costruita tra il 1872 ed il 1874 sotto la supervisione di Carl Wölfel che seguì i progetti dell'architetto berlinese Wilhelm Neumann, modificati secondo le indicazioni ed i desideri dello stesso Wagner.
Nel giardino sono le tombe di Wagner qui sepolto nel 1883 e di sua moglie Cosima nel 1930.